# Сент-Джозеф (Айова)
Сент-Джозеф (англ. St. Joseph) — переписна місцевість (CDP) в США, в окрузі Кошут штату Айова. Населення — 51 особа (2020).

## Географія
Сент-Джозеф розташований за координатами 42°54′44″ пн. ш. 94°13′51″ зх. д. / 42.91222° пн. ш. 94.23083° зх. д. (42.912290, -94.230914).  За даними Бюро перепису населення США в 2010 році переписна місцевість мала площу 2,23 км², уся площа — суходіл.

## Демографія
Згідно з переписом 2010 року, у переписній місцевості мешкала 61 особа в 22 домогосподарствах у складі 16 родин. Густота населення становила 27 осіб/км².  Було 23 помешкання (10/км²).
Расовий склад населення:
| - 93,4 % — білих |

До двох чи більше рас належало 6,6 %. Частка іспаномовних становила 4,9 % від усіх жителів.
За віковим діапазоном населення розподілялося таким чином: 37,7 % — особи молодші 18 років, 44,3 % — особи у віці 18—64 років, 18,0 % — особи у віці 65 років та старші. Медіана віку мешканця становила 29,5 року. На 100 осіб жіночої статі у переписній місцевості припадало 90,6 чоловіків;  на 100 жінок у віці від 18 років та старших — 111,1 чоловіків також старших 18 років.
Середній дохід на одне домашнє господарство  становив 38 275 доларів США (медіана — 45 625), а середній дохід на одну сім'ю — 38 275 доларів (медіана — 45 625). 
Цивільне працевлаштоване населення становило 25 осіб. Основні галузі зайнятості: роздрібна торгівля — 36,0 %, науковці, спеціалісти, менеджери — 32,0 %, виробництво — 24,0 %.